# Gmina Auburn (Iowa)

Położenie Gminy Auburn w hrabstwie Fayette

Gmina Auburn (ang. Auburn Township) – gmina w USA, w stanie Iowa, w hrabstwie Fayette. Według danych z 2000 roku gmina miała 597 mieszkańców, a jej powierzchnia wynosi 95,12 km².